# Futbol'nyj Klub Rostov 2006
Questa voce raccoglie le informazioni riguardanti l'FK Rostov nelle competizioni ufficiali della stagione 2006.

## Stagione
Il Rostov raggiunse una tranquilla salvezza, conquistando il dodicesimo posto.
In Coppa di Russia superò nel doppio confronto il Chimki (nonostante la sconfitta casalinga) ai sedicesimi di finale; ebbe poi facilmente la meglio sul Rubin agli ottavi, mentre ai quarti fu eliminato dalla Dinamo Brjansk.

## Rosa
| N. |                        | Ruolo | Calciatore        |
| -- | ---------------------- | ----- | ----------------- |
| 1  | Russia (bandiera)      | P     | Roman Gerus       |
| 2  | Rep. Ceca (bandiera)   | D     | Martin Horák      |
| 3  | Serbia (bandiera)      | D     | Miloš Kruščić     |
| 4  | Russia (bandiera)      | D     | Anton Rogočij     |
| 6  | Russia (bandiera)      | C     | Aleksandr Dancev  |
| 7  | Russia (bandiera)      | C     | Ilja Kalašnikov   |
| 8  | Russia (bandiera)      | C     | Andrej Bočkov     |
| 9  | Russia (bandiera)      | C     | Sergej Vinogradov |
| 10 | Serbia (bandiera)      | A     | Mihajlo Pjanović  |
| 13 | Ucraina (bandiera)     | C     | Maksim Beletskij  |
| 14 | Malawi (bandiera)      | A     | Essau Kanyenda    |
| 15 | Bielorussia (bandiera) | C     | Timofej Kalačev   |
| 16 | Russia (bandiera)      | P     | Ilja Bliznjuk     |
| 17 | Russia (bandiera)      | C     | Maksim Burčenko   |
| 18 | Russia (bandiera)      | D     | Gia Grigalava     |
| 19 | Russia (bandiera)      | A     | Konstantin Garbuz |
| 20 | Russia (bandiera)      | A     | Aleksandr Marenič |

| N. |                        | Ruolo | Calciatore           |
| -- | ---------------------- | ----- | -------------------- |
| 21 | Lituania (bandiera)    | A     | Robertas Poškus      |
| 22 | Bielorussia (bandiera) | D     | Sergej Omeljančuk    |
| 23 | Russia (bandiera)      | D     | Sergej Bendz         |
| 24 | Russia (bandiera)      | D     | Pavel Mogilevskij    |
| 25 | Serbia (bandiera)      | P     | Ivica Kralj          |
| 27 | Russia (bandiera)      | D     | Georgij Žjoev        |
| 30 | Russia (bandiera)      | C     | Michail Osinov       |
| 33 | Russia (bandiera)      | A     | Dmitrij Tkačëv       |
| 35 | Russia (bandiera)      | C     | Aleksandr Stavpec    |
| 37 | Russia (bandiera)      | C     | Vladimir Chozin      |
| 38 | Russia (bandiera)      | C     | Oleg Alejnik         |
| 40 | Russia (bandiera)      | P     | Valerij Poljakov     |
| 44 | Russia (bandiera)      | D     | Oleg Leščikov        |
| 57 | Russia (bandiera)      | C     | Konstantin Michajlov |
| 69 | Russia (bandiera)      | C     | Sergej Šudrov        |
| 70 | Russia (bandiera)      | A     | Maksim Buznikin      |
| 86 | Russia (bandiera)      | C     | Ivan Starkov         |

## Risultati

### Campionato
| Kazan' 19 marzo 2006 1ª giornata | Rubin | 2 – 1 referto | Rostov | Stadio Centrale di Kazan' |

| Rostov sul Don 26 marzo 2006 2ª giornata | Rostov | 4 – 0 referto | FK Mosca | Stadio Olimp-2 |

| San Pietroburgo 17 maggio 2006 3ª giornata | Zenit San Pietroburgo | 1 – 1 referto | Rostov | Stadio Petrovskij |

| Rostov sul Don 8 aprile 2006 4ª giornata | Rostov | 1 – 1 referto | Torpedo Mosca | Stadio Olimp-2 |

| Mosca 17 aprile 2006 5ª giornata | Dinamo Mosca | 0 – 1 referto | Rostov | Stadio Dinamo |

| Rostov sul Don 23 aprile 2006 6ª giornata | Rostov | 0 – 0 referto | Šinnik | Stadio Olimp-2 |

| Tomsk 30 aprile 2006 7ª giornata | Tom' Tomsk | 3 – 1 referto | Rostov | Trud Stadium |

| Rostov sul Don 6 maggio 2006 8ª giornata | Rostov | 0 – 2 referto | Saturn | Stadio Olimp-2 |

| Perm' 13 maggio 2006 9ª giornata | Amkar Perm' | 1 – 0 referto | Rostov | Stadio Zvezda |

| Mosca 10 luglio 2006 10ª giornata | CSKA Mosca | 1 – 2 referto | Rostov | Stadio Dinamo |

| Rostov sul Don 16 luglio 2006 11ª giornata | Rostov | 2 – 2 referto | Kryl'ja Sovetov Samara | Stadio Olimp-2 |

| Vladivostok 23 luglio 2006 12ª giornata | Luč-Ėnergija | 4 – 2 referto | Rostov | Stadio Dinamo |

| Rostov sul Don 31 luglio 2006 13ª giornata | Rostov | 2 – 1 referto | Spartak-Nal'čik | Stadio Olimp-2 |

| Mosca 5 agosto 2006 14ª giornata | Spartak Mosca | 5 – 2 referto | Rostov | Stadio Lužniki |

| Rostov sul Don 13 agosto 2006 15ª giornata | Rostov | 1 – 2 referto | Lokomotiv Mosca | Stadio Olimp-2 |

| Rostov sul Don 20 agosto 2006 16ª giornata | Rostov | 2 – 1 referto | Rubin | Stadio SKA SKVO |

| Mosca 27 agosto 2006 17ª giornata | FK Mosca | 4 – 0 referto | Rostov | Stadio Ėduard Strel'cov |

| Rostov sul Don 10 settembre 2006 18ª giornata | Rostov | 1 – 3 referto | Zenit San Pietroburgo | Stadio SKA SKVO |

| Mosca 16 settembre 2006 19ª giornata | Torpedo Mosca | 0 – 2 referto | Rostov | Stadio Lužniki |

| Rostov sul Don 23 settembre 2006 20ª giornata | Rostov | 2 – 1 referto | Dinamo Mosca | Stadio SKA SKVO |

| Jaroslavl' 30 settembre 2006 21ª giornata | Šinnik | 1 – 6 referto | Rostov | Stadio Šinnik |

| Rostov sul Don 15 ottobre 2006 22ª giornata | Rostov | 2 – 1 referto | Tom' Tomsk | Stadio SKA SKVO |

| Ramenskoe 21 ottobre 2006 23ª giornata | Saturn | 0 – 0 referto | Rostov | Saturn Stadium |

| Rostov sul Don 25 ottobre 2006 24ª giornata | Rostov | 1 – 1 referto | Amkar Perm' | Stadio SKA SKVO |

| Rostov sul Don 28 ottobre 2006 25ª giornata | Rostov | 1 – 2 referto | CSKA Mosca | Stadio Olimp-2 |

| Samara 4 novembre 2006 26ª giornata | Kryl'ja Sovetov Samara | 1 – 0 referto | Rostov | Stadio Metallurg (Samara) |

| Rostov sul Don 8 novembre 2006 27ª giornata | Rostov | 1 – 0 referto | Luč-Ėnergija | Stadio SKA SKVO |

| Nal'čik 6 luglio 2006 28ª giornata | Spartak-Nal'čik | 3 – 1 referto | Rostov | Spartak Stadium |

| Rostov sul Don 18 novembre 2006 29ª giornata | Rostov | 3 – 4 referto | Spartak Mosca | Stadio Olimp-2 |

| Mosca 26 novembre 2006 30ª giornata | Lokomotiv Mosca | 1 – 0 referto | Rostov | Stadio Lokomotiv |

### Coppa di Russia
| Chimki 2 settembre 2006, ore 19:00 Andata del 5º turno | Chimki                    | 0 – 2 referto | Rostov | (2.000 spett.)\| Arbitro: \| Alexander Kabakov (Mosca) \| |
| Arbitro:                                               | Alexander Kabakov (Mosca) |               |        |                                                           |

| Rostov sul Don 2 settembre 2006, ore 19:00 Andata del 5º turno | Rostov                  | 0 – 1 referto | Chimki | (2.000 spett.)\| Arbitro: \| Maxim Layushkyn (Mosca) \| |
| Arbitro:                                                       | Maxim Layushkyn (Mosca) |               |        |                                                         |

| Rostov sul Don 4 marzo 2007, ore 15:00 Andata degli Ottavi | Rostov                     | 3 – 1 referto | Rubin | (6.000 spett.)\| Arbitro: \| Alexander Kolobaev (Mosca) \| |
| Arbitro:                                                   | Alexander Kolobaev (Mosca) |               |       |                                                            |

| Kazan' 7 marzo 2007, ore 14:00 Ritorno degli Ottavi | Rubin                                | 0 – 1 referto | Rostov | (4.000 spett.)\| Arbitro: \| Valentin Valentinovič Ivanov (Mosca) \| |
| Arbitro:                                            | Valentin Valentinovič Ivanov (Mosca) |               |        |                                                                      |

| Rostov sul Don 4 aprile 2007 2007, ore 18:00 Andata dei Quarti | Rostov                  | 1 – 2 referto | Dinamo Brjansk | (3.000 spett.)\| Arbitro: \| Maxim Layushkin (Mosca) \| |
| Arbitro:                                                       | Maxim Layushkin (Mosca) |               |                |                                                         |

| Brjansk 18 aprile 2007 2007, ore 17:30 Ritorno dei Quarti | Dinamo Brjansk                | 0 – 0 referto | Rostov | (10.100 spett.)\| Arbitro: \| Alexander E. Kolobaev (Mosca) \| |
| Arbitro:                                                  | Alexander E. Kolobaev (Mosca) |               |        |                                                                |